# Season of Mist
Season of Mist est un label indépendant et distributeur musical de heavy metal implanté en France et aux États-Unis.

## Histoire
Le label est fondé en 1996 par Michael S. Berberian à Marseille, dans les Bouches-du-Rhône, en France. Le nom de Season of Mist vient à l'origine du film La Saison des brumes (anglais : The Sandman: Season of Mists), qui en retour vient de la phrase « To Autumn » de John Keats.
À ses débuts, le label sortait surtout des disques de metal extrême, comme de black metal, de pagan metal ou encore de death metal. Mais au fil des années, le label s'est mis à d'autres sous genres du metal, comme le metal avant-gardiste ou le metal gothique ou encore des groupes de musique punk. Avec la signature des légendes norvégiennes Mayhem en 1999, le profil du label s'oriente clairement vers le black metal et attire des artistes de renommée internationale comme Carpathian Forest, Rotting Christ, Arcturus, et Solefald, ces deux derniers représentant un côté progressif et avant-gardiste marqué de Season of Mist.
Tout en restant proche de ses racines black metal avec la création de la division Season of Mist Underground Activists en 2007, le label élargit sa palette musicale et ajoute à son catalogue black, death, doom (Saint Vitus) et thrash metal des groupes jouant du death metal progressif (Morbid Angel, Cynic, Atheist, Gnostic, Gonin-ish), sludge metal (Kylesa, Outlaw Order Black Tusk), industrial metal (Genitorturers, The CNK, Punish Yourself), hard rock (Ace Frehley), rock gothique (Christian Death), mathcore (The Dillinger Escape Plan, Psykup), garage rock (1969 Was Fine), groove metal (Dagoba, Eths, Trepalium, Black Comedy) et metalcore (Eyeless, The ARRS).
Actuellement, le label possède deux bureaux : un à Marseille, en France, et un autre à Philadelphie, aux États-Unis.

## Groupes et artistes

### Groupes actuels
Au 5 mai 2016.
- 1349
- Abbath
- Anciients
- Archspire
- Atheist
- Baptism
- Barishi
- Benighted
- Beyond Creation
- Black Cobra
- Black River
- Cannabis Corpse
- Carach Angren
- Deathspell Omega
- The Defiled
- Départe
- Der Weg einer Freiheit
- Deströyer 666
- Complete Failure
- Craft
- Crippled Black Phoenix
- Disperse
- Dodecahedron
- Drudkh
- Emptiness
- Endstille
- Esben and the Witch
- Esoteric
- Eths
- Exivious
- Garmarna
- George Kollias
- Ghost Brigade
- Gonin-ish
- Gorguts
- Grave Desecrator
- Hark
- Hate Eternal
- Hegemon
- Heilung
- Hell Militia
- Hierophant
- Imperium Dekadenz
- Impure Wilhelmina
- Impureza
- Inquisition
- KEN Mode
- Kylesa
- Mayhem
- Misery Index
- Morbid Angel
- Necronomicon
- Ne Obliviscaris
- Nightbringer
- Numenorean
- Obsidian Kingdom
- Regarde les hommes tomber
- Revenge
- Ritual Killer
- Rotten Sound
- Rotting Christ
- Saint Vitus
- Septicflesh
- Shape of Despair
- Sinistro
- Skuggsjá
- Shining
- Sólstafir
- Sons of Balaur
- Sylvaine
- The Casualties
- The Great Old Ones
- The Lion's Daughter
- This Gift is a Curse
- Thy Catafalque
- Tsjuder
- Venomous Concept
- Voyager
- Vulture Industries
- Weedeater
- Wildlights
- Withered
- Wormed
- Zhrine

### Anciens groupes
- ...and Oceans
- 1969 Was Fine
- A Life Once Lost
- Abaddon Incarnate
- Aborym
- Ace Frehley
- Aghora
- Agressor
- A Life Once Lost
- Anaal Nathrakh
- Anata
- Ancient Rites
- Anorexia Nervosa
- Arckanum
- Arcturus
- Arkan
- Árstíðir
- Asrai
- Atrox
- Ava Inferi
- Bestial Mockery
- Bethzaida
- Black Comedy
- Black Dawn
- Blacklodge
- Bloodthorn
- Blood Duster
- Brutal Truth
- Cadaveria
- Cantata Sangui
- Carnival in Coal
- Carpathian Forest
- Chaostar
- Christian Death
- Confessor
- Corpus
- Council of the Fallen
- Cultus Sanguine
- Cynic
- Dagoba
- Darkside
- Dawn of Relic
- Dead Shape Figure
- Diabolic
- Doctor Midnight and he Mercy Cult
- E-Force
- Elitist
- Engel
- Eternal Gray
- Eyeless
- Exocrine
- Fair to Midland
- Fleshgrind
- Furia
- Furious Trauma
- Geasa
- Genitorturers
- Generation Kill
- Gnostic
- Gorelord
- Gorgoroth
- Green Carnation
- Griffin
- HDK
- Hirax
- Howard
- Jarboe
- Jungle Rot
- Kampfar
- Karelia
- Kells
- Kill the Thrill
- Klone
- Leng Tch'e
- Luna Field
- Macabre
- Mar de Grises
- Meridian
- Mezzerschmitt
- Minushuman
- Morgul
- My Insanity
- Nader Sadek
- Naer Mataron
- Nättefrost
- Necrophagia
- Necrophobic
- Nocturnus
- Nothnegal
- Of Legends
- Old Silver Key
- Ommatidia
- Order of the Ebon Hand
- Otargos
- Outlaw Order
- Oxiplegatz
- Pentagram
- Penumbra
- Pest
- Polterchrist
- Psykup
- Punish Yourself
- Rage nucléaire
- Red Harvest
- Rimfrost
- Salem
- Seth
- Severe Torture
- Silent Stream of Godless Elegy
- Skitliv
- Solefald
- Soul Demise
- Sturmgeist
- Syrinx
- Tactile Gemma
- Terrorizer
- The ARRS
- The Bleeding Light
- The CNK
- The Crest
- The Dillinger Escape Plan
- The Monolith Deathcult
- The Old Dead Tree
- The Project Hate MCMXCIX
- The Sign of the Southern Cross
- This Misery Garden
- Trepalium
- Twelfth Gate
- Twilight of the Gods
- Urgehal
- Viking Crown
- Virus
- Watain
- Winds of Sirius
- Wurdulak
- Yattering